# زیردریایی یو-۵۴۱
زیردریایی یو-۵۴۱ (به انگلیسی: German submarine U-541) یک زیردریایی است که طول آن ۷۶٫۷۶ متر (۲۵۱ فوت ۱۰ اینچ) و ارتفاع آن ۹٫۶ متر (۳۱ فوت ۶ اینچ) می‌باشد. این زیردریایی در سال ۱۹۴۳ ساخته شد.